# Eilema bilati
Eilema bilati là một loài bướm đêm thuộc phân họ Arctiinae, họ Erebidae.